# جوزيف دونوفان (ملاكم)
جوزيف دونوفان (بالإنجليزية: Joseph Donovan)‏ مواليد 2 نوفمبر 1949 في نيوساوث ويلز - الوفاة 27 نوفمبر 2001، كان ملاكم محترف أسترالي. سبق أن شارك في دورة الألعاب الأولمبية الصيفية سنة 1968.

## روابط خارجية
- جوزيف دونوفان على موقع أوليمبيديا (الإنجليزية)
- جوزيف دونوفان على موقع اللجنة الأولمبية الأسترالية (الإنجليزية)